# Loes de Fauwe
Loes de Fauwe (IJmuiden, 1952) is een Nederlandse journaliste en schrijfster. 
Na de Gemeentelijkse MMS Velsen (vanaf 1966 Mr Vissering Scholengemeenschap) studeerde De Fauwe van 1969 tot 1972 aan de School voor Journalistiek in Utrecht.
Loes de Fauwe begon haar journalistie carrière in 1974 bij de IJmuider Courant. In 1979 werd zij verslaggeefster bij Het Parool. Aanvankelijk deed zij algemene verslaggeving. Later hield ze zich op de stadsredactie bezig met sociaal maatschappelijke onderwerpen en kunst.
 Na 36 jaar verliet ze bij een reorganisatie de Paroolredactie.

## Schrijfster
In 2005 publiceerde zij in samenwerking met Arthur van Amerongen in Het Parool de serie Kasba Amsterdam, later gebundeld in het boek Kasba Holland.
In 2007 verscheen haar boek Een moeilijke Jeugd, waarin zij met oud-kinderrechter mr Anita Leeser onderzoekt hoe het een aantal oud-pupillen die bij deze rechter tot hun achttiende jaar onder toezicht stonden, is vergaan.
Haar bundel Een gevaarlijke vrouw bevat columns uit 2017 over haar gepensioneerde bestaan voor het online literaire platformt Hard//hoofd.

## Erkenning
Loes de Fauwe kreeg in 2005 de Prijs voor de Dagbladjournalistiek samen met Arthur van Amerongen voor de serie 'Kasba Amsterdam', over Marokkanen in Amsterdam na de moord op Theo van Gogh.